# Swing Copters
Swing Copters je arkáda, která byla vydána 21. srpna 2014 na Google Play a Apple App Store. Hra byla vyvíjena Dong Nguyenem, vietnamským herním vývojářem, který je především znám kvůli hře Flappy Bird. Hráč ovládá postavu, která má na sobě helmu s rotory helikoptéry. Postava se ovládá pomocí klikání na obrazovku, čímž může postava měnit směry.

## Hra
Hra funguje na jednoduchém principu, kde se hráč snaží klikat na obrazovku, tak aby mohl měnit směry postavy, což se může zprvu jakožto velice triviální úkon, ale ve skutečnosti tomu tak úplně není. Hra je vytvořena na systému co nejvyššího skóre, který je podobný hře Flappy Bird. Pokud náhod hráč přijde do styku s překážkou, hra končí.
Získá-li hráč více než čtyři medaile (bronzovou, stříbrnou, zlatou a platinovou), odemknou se mu nové postavy.